# Campaea decoraria
Campaea decoraria är en fjärilsart som beskrevs av Walker 1866. Campaea decoraria ingår i släktet Campaea och familjen mätare. Inga underarter finns listade i Catalogue of Life.